# 魏曰祁
魏曰祁（1653年—？），字子传，江苏兴化人，清代进士，知四川高县，卒于任。

## 生平
康熙十七年（1678）曰祁乡试中举，廿三年（1684）曰郁乡试得中前五名，称为“经魁”。次年与弟魏曰郁同中进士，同被签发任知县。高县在万山丛中，明末战争丁壮流亡殆尽。曰祁到任，即四出安民，出榜招俫，且尽自己的薪俸代缴欠赋，民渐安集。曰祁殚精竭虑、日夜操劳，使高县渐有生机，百废俱兴。同时抚孤兴学，杜绝虎患，办了许多实事。不幸积劳成疾，卒于任所。由于为官清廉，无钱殡葬，后赖同寅资助才得以归。

## 纪念
兴化人在四牌楼为他们立“兄弟联芳”匾以纪念两位尽职的官员。

## 家族
祖父魏应嘉，明兵部左侍郎。
弟魏曰郁。